# راشيل رينيه راسل

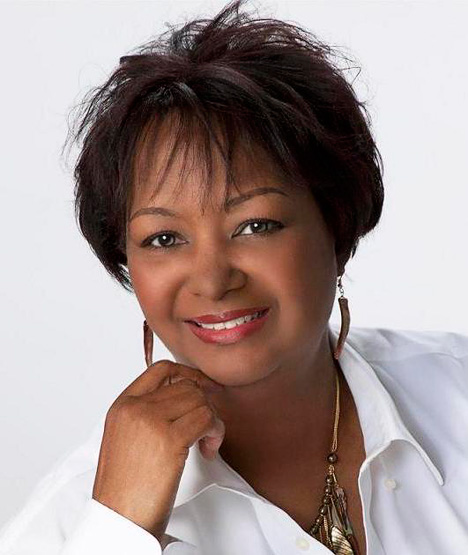
راشيل رينيه راسل

راشيل رينيه راسل (بالإنجليزية: Rachel Renee Russell)‏ هي محامية ومؤلفة أمريكية لسلاسل كتب للأطفال وتعد مغامرات ماكس كرومبلي ويوميات دورك أكثر قصصها شهرة. هذا الأخير الذي استلهمت جل أجزائه من يوميات دراسة ابنتيها إرين ونيكي في الإعدادية، اللتان أصبحتا تساعدانها فيما بعد. الكبرى إرين في الكتابة ونيكي الصغرى التي تحمل الشخصية الرئيسية «نيكي ماكسويل» اسمها في الرسم التوضيحي.

## حياتها الخاصة
نشأت راسل في سانت جوزيف ميشيغان رفقة أشقاءها الخمس التي تعد أكبرهم وتقيم حاليا في شمال ولاية فرجينيا.

## بيبليوغرافيا وجوائز
- صدر (الكتاب 1) في 2 يونيو 2009 بعنوان Dork Diaries: Tales From a Not-So-Fabulous Life أمضى 42 أسبوعًا في قائمة نيويورك تايمز لأكثر الكتب مبيعا[3] و7 أسابيع على قائمة أكثر الكتب مبيعا في الولايات المتحدة الأمريكية[4]
- صدر (الكتاب 2) في 8 يونيو 2010 بعنوان Dork Diaries: Tales From a Not-So-Popular Party Girl أمضى 42 أسبوعًا في قائمة نيويورك تايمز لأكثر الكتب مبيعا[5] و12 أسبوعا على قائمة أكثر الكتب مبيعا في الولايات المتحدة الأمريكية[4]
- صدر (الكتاب 3) في 7 يونيو 2011 بعنوان Dork Diaries: Tales From a Not-So-Talented Pop Star أمضى 29 أسبوعًا في قائمة نيويورك تايمز لأكثر الكتب مبيعا[5] و13 أسبوعا على قائمة أكثر الكتب مبيعا في الولايات المتحدة الأمريكية[4]
- تم إصدار في أكتوبر 2011 كتاب بعنوان Dork Diaries: How To Dork Your Diary  والذي حط في تصنيف قائمة قائمة نيويورك تايمز لأكثر الكتب مبيعا لسلاسل الأطفال.
- صدر (الكتاب 4)[6] في يونيو 2012 بعنوان Dork Diaires: Tales From a Not-So-Graceful Ice Princess والذي حط قي تصنيف قائمة قائمة نيويورك تايمز لأكثر الكتب مبيعا لسلاسل الأطفال كما فاز بجائزة أفضل كتاب للأطفال لعام 2013 للقسم الخامس / السادس.
- صدر (الكتاب 5) في أكتوبر 2012 بعنوان Dork Diaries: Tales From a Not-So-Smart Miss Know-It-All[7] وحط على قائمة نيويورك تايمز لأكثر الكتب مبيعا
- صدر (الكتاب 6) في 4 يونيو 2013 بعنوان Dork Diaries: Tales From a Not-So-Happy Heartbreaker[8] وحط على قائمة نيويورك تايمز لأكثر الكتب مبيعا
- صدر في 8 أكتوبر 2013 كتاب بعنوان Dork Diaries: OMG! All About Me Diaryوحط على قائمة نيويورك تايمز لأكثر الكتب مبيعا
- صدر (الكتاب 7) في 3 يونيو 2014 بعنوان Dork Diaries: Tales From a Not-So-Glam TV Starوحط على قائمة نيويورك تايمز لأكثر الكتب مبيعا
- صدر (الكتاب 8) في 30 سبتمبر 2014 بعنوان Dork Diaries: Tales From a Not-So-Happily Ever Afterوحط على قائمة نيويورك تايمز لأكثر الكتب مبيعا
- صدر (الكتاب 9) في 2 يونيو 2015 بعنوان Dork Diaries: Tales From a Not-So-Dorky Drama Queenوحط على قائمة نيويورك تايمز لأكثر الكتب مبيعا
- صدر (الكتاب 10) في 20 أكتوبر 2015 بعنوان Dork Diaries: Tales From a Not-So-Perfect Pet Sitterوحط على قائمة نيويورك تايمز لأكثر الكتب مبيعا
- صدر (الكتاب 11) في 18 أكتوبر 2016 بعنوان Dork Diaries: Tales From a Not-So-Friendly Frenemyوحط على قائمة نيويورك تايمز لأكثر الكتب مبيعا
- صدر (الكتاب 11) في 1 أكتوبر 2017 بعنوان Dork Diaries: Tales from a not-so secret crush catastropheوحط على قائمة نيويورك تايمز لأكثر الكتب مبيعا
- اعتبارًا من 15 أيار 2017، أمضت سلسلة «يوميات دورك» 206 أسبوعًا في قائمة نيويورك تايمز لأكثر الكتب مبيعا فئة سلاسل الأطفال.